# Kínai vonatnemek
Kína vasúti közlekedésében több, egymástól különböző vonatnemet különböztetnek meg.

## Vonatszámok
A vonatszámok meghatározásánál alapvető tényező a vonat iránya. Páros a vonatszám, ha a vonat Peking vagy valamilyen fővonal felé halad; páratlan, ha a vonat Peking vagy valamilyen fővonal felől halad. Amennyiben a vonat nem halad Peking felé/felől és/vagy nem valamely fővonal felé/felől halad, úgy a vonat kettős vonatszámot kap (például: K228/225, ahol az első rész mutatja, hogy merre is halad (páros: észak; páratlan: dél)).

### Személyszállító

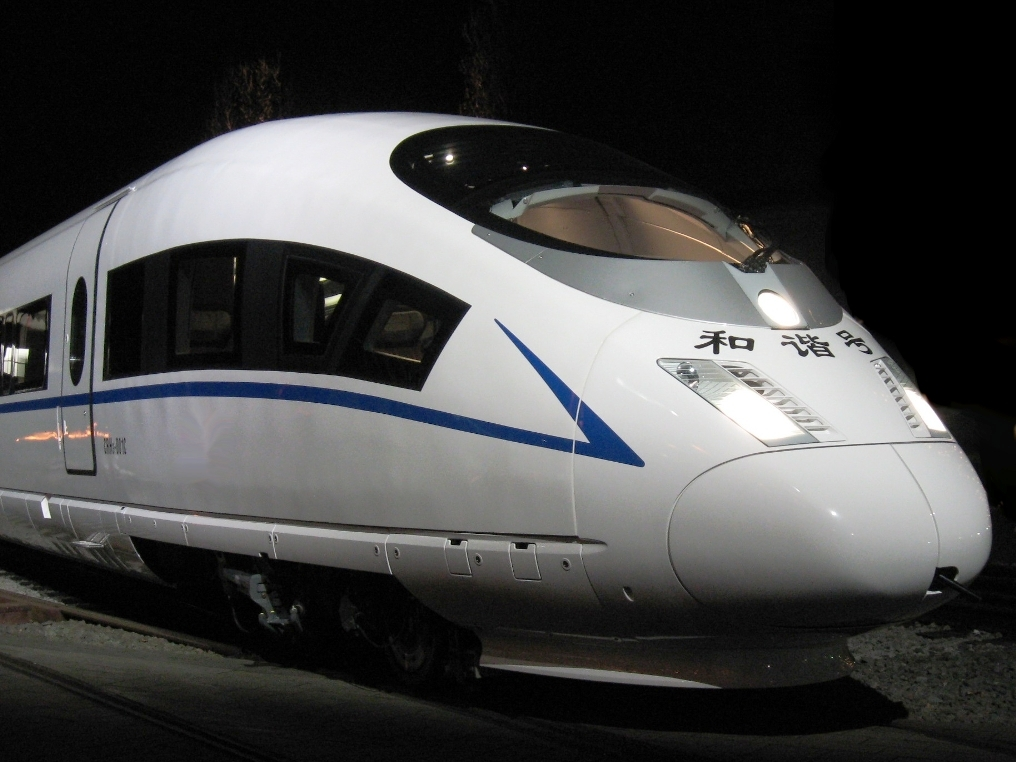
T-típusú vonat (modernebbik változat, a Peking–Tianjing(–Shanghai) útvonalon közlekedik)

- 1001 – 8998: Olyan vonatok, amelyek bármilyen ok miatt nem kaphatnak betűvel ellátott[1] vonatszámot

1001 – 5998: Gyorsvonatok
1001 – 1998: Három vagy több nagyobb csomópontot érintenek
2001 – 3998: Kettő nagyobb csomópontot érintenek
4001 – 5998: Egy csomópontot érintenek vagy egyet sem
6001 – 8998: Személyvonatok
6001 – 6998: Legalább egy nagyobb csomópontot érintenek
7001 – 8998: Nem érintenek nagyobb csomópontot
- C: Peking–Tianjin nagysebességű vonal szerelvényei
- D: Nagyobb távolságot megtevő, hálókocsi(ka)t NEM továbbító gyorsvonatok
- G: Wuhan–Guangzhou nagysebességű vonal szerelvényei
- K (1 – 9998): Nagyobb távolságot megtevő gyorsvonatok
- L (1 – 998): Időszakosan közlekedő vonatok (például csak a kínai újév idején)
- N : Nagyobb távolságot megtevő vonat, mely egy vagy egyetlen nagyobb csomópontot sem érint
- T (1 – 998): Expresszvonatok
- Y (1 – 998): Turistavonatok
- Z (1 – 98): Éjszakai vonatok, melyek jellemzően két állomás között nem állnak meg

### Teherszállító
- 10001 – 19998: Műszaki vonatok (olyan vonat, amelyen például vasúti mérőkocsi is található)
- 20001 – 29998: –
- 30001 – 39998: Helyi forgalmú vonatok
- 40001 – 44998: Könnyen pakolható árukat szállító vonatok
- 45001 – 49998: A vonat elegyét útközben egy másik tehervonathoz csatolják
- 60001 – 69998: Magántulajdonban közlekedő vonatok
- 70001 – 70998: Nem a normál nyomtávon (1435 mm) közlekedő vonat
- 71001 – 72998: Nehéz terhet szállító vonatok
- 73001 – 74998: Hőmérséklet kontrollált vonatok (például a fagyasztott árút szállító vonatok)
- 80001 – 81998: Rögzített útvonalon közlekedő vonat, az útvonalra meghatározott feltételekkel közlekedik (ár, menetrend stb.)

80001 – 80998: Konténerszállító vonatok
81001 – 81998: Helyi vagy helyközi forgalomban közlekedő vonatok
- 82701 – 82798: Gyorstehervonatok
- 83001 – 83998: Szénszállító vonatok
- 84001 – 84998: Olajszállító vonatok
- 85001 – 85998: Egyéb kategóriába sorolható vonatok
- 86001 – 86998: Elegyet nem szállító (üres) vonatok
- 90001 – 91998: Katonai vonatok
- X (1 – 98): Poggyászokat és parcellákat szállító gyorstehervonat